# Biomphalaria barthi
Biomphalaria barthi é uma espécie de gastrópode  da família Planorbidae.
É endémica de Etiópia.